# Simrishamns stad
Denna artikel handlar om den tidigare kommunen Simrishamns stad. För orten se Simrishamn, för dagens kommun, se Simrishamns kommun.
Simrishamns stad var en stad och kommun i Kristianstads län.

## Administrativ historik
Det är inte känt när Simrishamn fick stadsprivilegier. De flesta källor anger 1200 men även nämns 1300-talen, även slutet av 1100-talet nämns (då kyrkan antas byggd).
Staden blev en egen kommun, enligt Förordning om kommunalstyrelse i stad (SFS 1862:14) 1 januari 1863, då Sveriges kommunsystem infördes. Staden utökades genom inkorporeringar:
- 1952 med Gladsax landskommun, Järrestads landskommun och Simris-Nöbbelövs landskommun med Branteviks municipalsamhälle
- 1969 med Tommarps landskommun, Borrby landskommun, Hammenhögs landskommun (förutom Östra Ingelstads församling) samt Ravlunda församling ur Brösarps landskommun.

1971 gick staden upp i den då nybildade Simrishamns kommun.
Staden hade egen jurisdiktion fram till 1944, då den lades under landsrätt i Ingelstads och Järrestads domsagas tingslag, sedan borgmästartjänsten blivit ledig.
Simrishamns församling var stadsförsamling. Genom inkorporeringar tillkom andra församlingar från respektive kommuner.

### Sockenkod
För registrerade fornfynd med mera så återfinns staden inom ett område definierat av sockenkod 1114 som motsvarar den omfattning staden hade kring 1950 innan inkorporeringen av grannområdena.

## Stadsvapnet
Blasonering: Sköld medelst en vågskura delad av guld, vari en röd båt, och blått, vari en fisk av guld med röda fenor.
Ur ett sigill från 1500-talet skapades ett heraldiskt vapen, som fastställdes av Kungl. Maj:t 1945. Efter kommunbildningen registrerades vapnet 1979 i Patent- och registreringsverket. 

## Geografi
Simrishamns stad omfattade den 1 januari 1952 en areal av 60,97 km², varav 60,80 km² land.

### Tätorter i staden 1960
| Tätort     | Folkmängd |
| ---------- | --------- |
| Simrishamn | 3 849     |
| Brantevik  | 629       |
| Baskemölla | 328       |
| Järrestad  | 322       |
| Simris     | 318       |
| Gladsax    | 205       |

Tätortsgraden i staden var den 1 november 1960 77,4 procent.

## Politik

### Mandatfördelning i valen 1919–1968
| 8 | 6 | 8 |

| 17 | 5 |

| 9 | 5 | 8 |

| 20 |

| 9 | 5 | 8 |

| 20 |

| 7 | 3 | 4 | 8 |

| 21 |

| 8 | 1 | 3 | 10 |

| 21 |

| 9 | 4 | 9 |

| 21 |

| 11 | 4 | 7 |

| 21 |

| 12 | 4 | 6 |

| 21 |

| 14 | 5 | 6 |

| 23 |

| 21 | 6 | 8 | 5 |

| 37 |

| 20 | 4 | 9 | 7 |

| 37 |

| 19 | 5 | 7 | 9 |

| 38 |

| 20 | 5 | 7 | 8 |

| 37 |

| 18 |  | 7 | 7 | 7 |

| 38 |

| 18 | 10 | 6 | 6 |

| 38 |